# Naomi Kawase
Naomi Kawase (Nara, 30 de maio de 1969) é uma cineasta japonesa.